# Night on the Sun
Night on the Sun è un EP del gruppo musicale statunitense Modest Mouse, pubblicato nel 1999 in Giappone e nel 2000 negli Stati Uniti e nel Regno Unito in formato vinile.

## Tracce
- CD

1. Night on the Sun – 9:21
2. You're the Good Things (It's Alright to Die) – 4:23
3. Wild Packs of Family Dogs – 1:47
4. Dark Center of the Universe – 4:19
5. Your Life – 3:21
6. No Title – 0:18

- Vinile

1. Willful Suspension of Disbelief – 3:33
2. Night on the Sun – 7:36
3. I Came as a Rat (Long Walk Off a Short Dock) – 4:36
4. You're the Good Things – 3:32